# Benjaminia

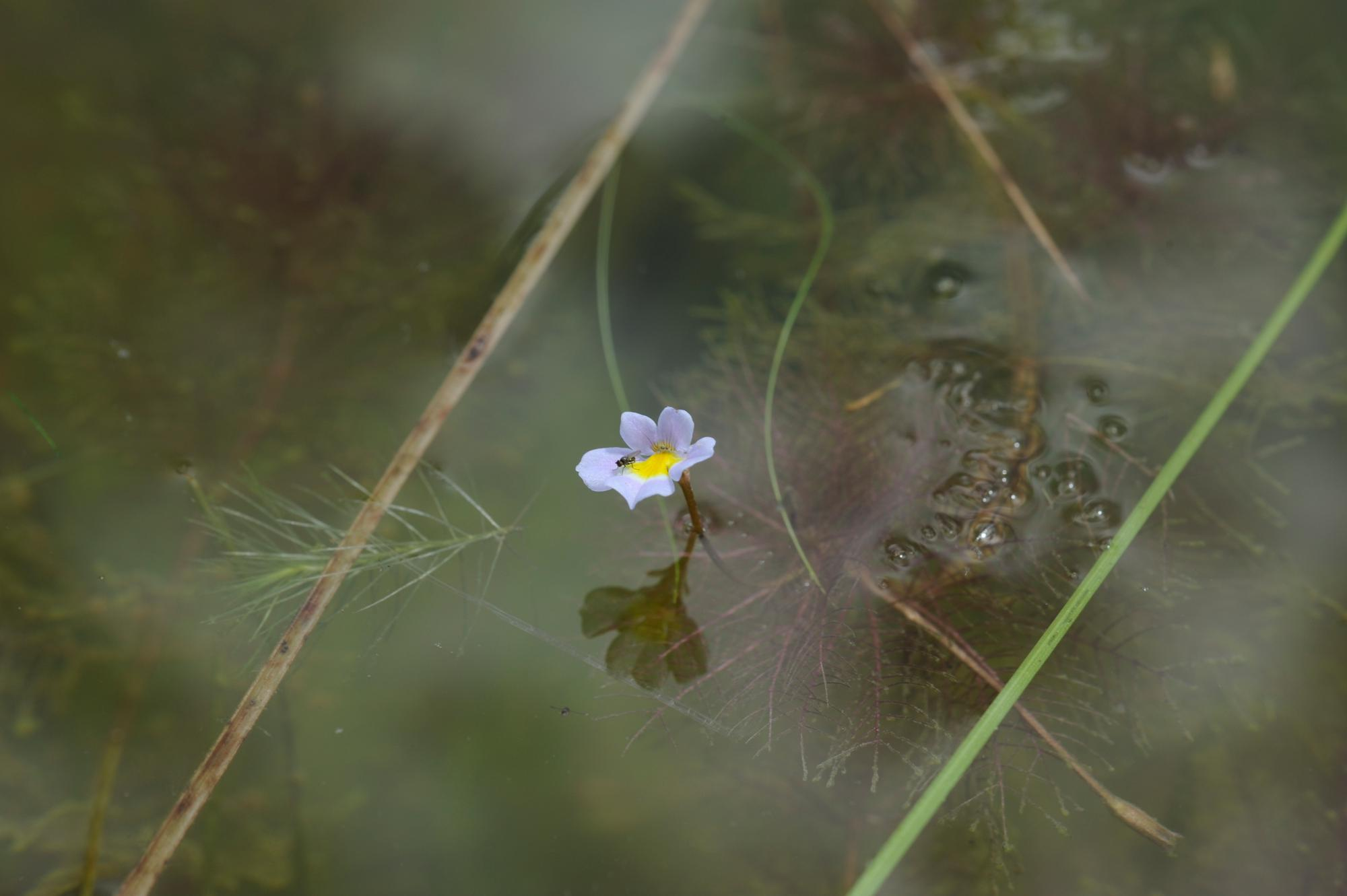

Benjaminia é um género botânico pertencente à família Plantaginaceae. Tradicionalmente este gênero era classificado na família das Scrophulariaceae.

## Espécies
- Benjaminia glabra
- Benjaminia minor
- Benjaminia reflexa
- Benjaminia splendens
- Benjaminia utriculariaeformis